# Thomas Hancock
Thomas Hancock (Marlborough, 8 mei 1786 – Londen, 26 maart 1865) was de zoon van een kastenmaker en waarschijnlijk wilde hij ook in de leer voor het vak, want in 1815 vertoefde hij, samen met zijn broer, in Londen waar hij het vak van koetsenmaker uitoefende.

## Zijn vroege carrière
Hancocks interesse in rubber is ontstaan bij zijn pogingen om een waterbestendige stof te vinden ter bescherming van de passagiers die gebruik maakten van zijn koetsen. In 1819 begon hij te experimenteren met het maken van rubberoplosmiddelen in een gehuurd fabrieksgebouw aan de Goswell Road in Londen. Hier maakte hij zijn eerste elastische draad (elastiek) gebruik makend van een eenvoudig maar omslachtig proces om rubber flessen in dunne vellen te snijden en deze vervolgens in smalle strips te snijden. Zoals te verwachten leverde dit een behoorlijke hoeveelheid afval op en hij bedacht in 1820 een machine om dit weer fijn te snijden. Deze machine produceerde een hete homogene rubbermassa die vervolgens kon worden gemodelleerd of gemixt met andere materialen en die veel beter oplosbaar was dan de zuivere rubbersoorten die in die tijd beschikbaar waren.
Hij noemde de machine De Pickle ofwel de masticator, onder welke naam we deze tegenwoordig nog steeds kennen. Hij ontwikkelde achtereenvolgens machines voor een eenpersoonsbediening voor 3 ounces rubber, een tweepersoonsmachine voor een pound rubber en vervolgens in 1821 een machinaal aangedreven machine voor 15 pounds. In 1840 had hij het gebracht tot een 200 pounds-machine. Tot dan toe had hij zijn machines nog niet gepatenteerd en gaf hij de voorkeur aan het ontwerp en het bestaan hiervan geheimhouden.

## Samenwerking met Macintosh
Na de ontwikkeling van de masticator begon hij te experimenteren met andere rubberoplossingen en in 1825 patenteerde hij een proces voor het maken van kunstleer waarbij hij gebruik maakte van een rubberoplossing gecombineerd met een verscheidenheid aan vezels. Zijn keuze voor het oplosmiddel, rubber in petroleum en terpentijn, was waarschijnlijk beïnvloed door een patent van Charles Macintosh uit 1823. In 1825 begon Hancock een samenwerkingsverband met Charles Macintosh & Company. Ondanks dat Macintosh in deze fase nog weinig vertrouwen had in Hancocks toepassingen van de rubberoplosmiddelen, startte men toch met de fabricage van zijn dubbelgelaagd materiaal volgens het Hancockprocedé.
Pas in 1830 werd het duidelijk dat Hancocks proces met de masticator veel beter was dan dat van Macintosh en kon een volledige samenwerking wordt gestart, met als gevolg dat het Macintosh-paintbrushsysteem werd vervangen door een automatische verstrekmachine.
In 1834 brandde de fabriek in Londen volledig uit en omdat Macintosh zijn fabriek in Glasgow inmiddels had gesloten, werd uitgeweken naar Manchester. Pas in 1837 patenteerde Hancock zijn beide machines, de masticator en de verstrekmachine, onder hetzelfde patent (UK 7344).

## Vulkaniseren van rubber
De uitvinding van het vulkanisatieproces van rubber is betwist door Hancock en de Amerikaan Charles Goodyear. Een feit is dat Stephan Moulton, een agent van Goodyear, monsters van door Goodyear gevulkaniseerd rubber naar Engeland had meegenomen om enkele leden van de Britse rubberindustrie over te halen om te investeren in zijn ontwikkelingen voor het verbeteren van rubberproducten. Enkele van deze monsters zouden in 1842 echter via William Brockedon, een copartner van Hancock, in handen zijn gekomen van Hancock. Brockedon is degene die later de term 'vulkaniseren' aan het proces gegeven door de relatie te leggen met het een vulkaan waaruit hete zwaveldampen opstijgen. Hancock herkende meteen, door de aanwezigheid van een geelachtige aanslag, dat het proces middels toepassing van zwavel moest zijn uitgevoerd. Later claimde hij in zijn persoonlijke verhalen dat hij zelf al een aantal jaren had geëxperimenteerd met zwavel. Een aantal gerenommeerde chemici beweren dat, ook al had hij het materiaal van Goodyear kunnen analyseren, dit niet voldoende informatie zou hebben kunnen opleveren om zelf gevulkaniseerde rubber te kunnen fabriceren. Het is echter een voldongen feit dat Hancock zijn vulkanisatieproces op 21 november 1843 patenteerde, ruim acht weken voordat Goodyear dit deed op 30 januari 1844. Hancocks belangrijkste bijdrage was echter dat hij voor het rubberproces de benodigde machinerieën heeft uitgevonden, terwijl Goodyear meer geïnteresseerd was in de toepassingen van rubber.
Hancocks zaken floreerden en het is tegenwoordig moeilijk om een gevulkaniseerd product te vinden dat niet is afgeleid van het Hancockproces. Hancock beschreef ook hard rubber onder de namen vulkaniet en eboniet, een harde rubbersoort die ook kan worden beschouwd als een van de eerste semisynthetische plastics, in de 19e eeuw en tot ver in de 20e eeuw heel populair als toepassing voor tandheelkundig plaatmateriaal, luciferdoosjes, pennen en imitatiegit of rouwjuwelen. In maart 1846 patenteerde Alexander Parkes het vulkaniseren van enkelvoudig samengestelde rubber materialen, verkregen door middel van een 'koud' proces. Het patent werd voor bijna £5000 verworven door Hancock en dit maakte het mogelijk om het bedrijf te laten uitgroeien tot een imperium op het gebied van vulkaniseren van rubber.
De firma had uitgebreide stands op de Wereldtentoonstellingen van 1851 in Londen en 1855 in Parijs. In 1857 publiceerde Hancock zijn levensverhaal onder de titel ‘The Origin and Progress of the Caoutchouc or India-Rubber Industry in England’. Hij bleef actief in zijn werk tot zijn dood in 1865.

## Voetnoten
1. ↑  https://web.archive.org/web/20070716143707/http://dictionary.laborlawtalk.com/vulcanisation
2. ↑  International Rubber Research & Development Board